# Cancer (род)
Cancer (лат.) — род морских и пресноводных крабов из семейства Cancridae. Включает восемь современных и три вымерших вида. Считается, что он произошел от родственного рода, обитавшего в Тихом океане в миоцене.

## Внешний вид и строение
Виды рода Cancer объединяются наличием единственного задне-бокового шипа (на краю панциря, кзади), передне-боковых шипов с глубокими щелями (на краю панциря, кпереди) и короткого отростка панциря между глазами. Клешни обычно короткие, с зернистыми или гладкими, но не колючими килями. Карапакс чаще всего овальной формы, его длина составляет 58-66 % от ширины, а расстояние между глазами составляет 22-29 % ширины карапакса.

## Таксономическая история
Когда зоологическая номенклатура была впервые стандартизирована Карлом Линнеем в 10-м издании «Systema Naturae» 1758 года, род Cancer включал почти всех ракообразных, в том числе всех крабов. Громоздкий род Линнея вскоре был разделен на более значимые единицы, а Cancer был ограничен одной группой настоящих крабов ко времени выхода в 1802 году работы Пьера Андре Латрейля Histoire naturelle, générale et particulière des Crustacés et des Insectes («Естественная история, общая и частная, ракообразных и насекомых»). В 1817 году Латрейль определил C. pagurus типовым видом.
В 1975 году Дж. Дейл Нэйшнс разделил род Cancer на четыре подрода: Cancer (Cancer), Cancer (Glebocarcinus), Cancer (Metacarcinus) и Cancer (Romaleon). Каждый из них теперь рассматривается как отдельный род, как и род Platepistoma, созданный Мэри Дж. Рэтбан и возрожденный в 1991 году. С тех пор были описаны дополнительные роды, включающие виды, ранее включен в состав Cancer, а род Cancer сейчас насчитывает всего восемь современных видов.

## Эволюционная история
Самыми ранними окаменелостями, которые можно с уверенностью отнести к роду Cancer, являются окаменелости C. fujinaensis из миоцена Японии. Таким образом, считается, что этот род развился в северной части Тихого океана, возможно, во время миоцена, и распространился через этот океан и в Атлантический океан в плиоцене или плейстоцене, пересек экватор и Панамский пролив.

## Виды
На май 2024 года в род включают 9 современных и 35 вымерших видов:
1. Cancer bellianus Johnson, 1861
2. Cancer borealis Stimpson, 1859
3. Cancer fissus Rathbun, 1908
4. Cancer irroratus Say, 1817
5. Cancer johngarthi Carvacho, 1989
6. Cancer pagurus Linnaeus, 1758
7. Cancer plebejus Poeppig, 1836
8. Cancer porteri Rathbun, 1930
9. Cancer productus Randall, 1840
10. †Cancer allisoni Nations 1975
11. †Cancer bainbridgensis Rathbun 1926
12. †Cancer beaumonti Milne Edwards 1864
13. †Cancer brewerii Gabb 1866
14. †Cancer burtini Galeotii 1837
15. †Cancer carniolicus Bittner 1884
16. †Cancer cassivelaunus Pennant 1777
17. †Cancer chaneyi Nations 1975
18. †Cancer coosensis Nations 1975
19. †Cancer dorsipes Linnaeus 1758
20. †Cancer durhami Nations 1975
21. †Cancer fissus Rathbun 1908
22. †Cancer fujinaensis Sakumoto et al. 1992
23. †Cancer gabbi Rathbun 1926
24. †Cancer garthi Nations 1975
25. †Cancer marri Nations 1975
26. †Cancer meticurensis Thurmann 1853
27. †Cancer modestus Fritsch and Kafka 1887
28. †Cancer nancei Bahman et al. 2020
29. †Cancer parvidens Collins and Fraaye 1991
30. †Cancer proavitus Packard 1900
31. †Cancer punctulatus Desmarest 1822
32. †Cancer raninus Linnaeus 1758
33. †Cancer reversus Fritsch and Kafka 1887
34. †Cancer santosi Rathbun 1937
35. †Cancer solitarius Fritsch and Kafka 1887
36. †Cancer styriacus Bittner 1884
37. †Cancer tomowoi Karasawa 1990
38. †Cancer tomowoidup Karasawa 1990
39. †Cancer vancalsteri van Bakel et al. 2003
40. †Cancer villabersiani Gary 1907
41. †Cancer whitfieldi Pilsbry 1901
42. †Cancer yanceyi Nations 1975
43. †Cancer zahrae Bahman et al. 2020
44. †Cancer zameniscus Feldmann et al. 2023